# Mimoun (film)
Mimoun is een korte film uit 2013 geregisseerd door Tallulah Hazekamp Schwab. De film vertelt het verhaal van een jonge Marokkaans-Nederlandse jongen genaamd Mimoun die worstelt met zijn identiteit en de verwachtingen van zijn omgeving. De film duurt ongeveer 26 minuten en is onderdeel van de Kort!-serie van de VPRO.
De film won in september 2013 een Lucas Award in de categorie Beste kortfilm op het LUCAS International Children's Filmfestival in Frankfurt en in juni 2014 een Prix Jeunesse in München. Daarnaast was de film genomineerd voor een Emmy Award in de categorie Kids TV Movie/Miniserie.

## Verhaal
De film volgt de elfjarige Mimoun die opgroeit in een Marokkaans gezin in Nederland. Zijn vader is streng en traditioneel, en Mimoun probeert indruk op hem te maken en een 'echte man' te zijn volgens de normen van zijn cultuur. Tegelijkertijd voelt Mimoun zich aangetrokken tot de Nederlandse levensstijl en vrijheid, wat leidt tot een innerlijk conflict.
Wanneer Mimoun met zijn vrienden kattenkwaad uithaalt, probeert hij zich stoer voor te doen. Hij raakt echter in de knoop met zichzelf wanneer hij geconfronteerd wordt met de consequenties van zijn gedrag en zijn geweten.

## Rolverdeling
| acteur             | personage        |
| ------------------ | ---------------- |
| Hicham Outalab     | Mimoun           |
| Nouhaila Morjani   | Soraya           |
| Mohammed Aanquich  | Abdel            |
| Khairi Marhaben    | Yassin           |
| Esma Abouzahra     | moeder           |
| Steef Cuijpers     | directeur        |
| Liesbeth Groenwold | politieagent     |
| Bilal Wahib        | vriend van Abdel |
| Charraf Grinate    | vriend van Abdel |